# Саскија Ескен
Саскиа Ескен (рођена Хофер; рођена 28. августа 1961) је немачка политичарка Социјалдемократске партије Немачке (СПД) која је била ко-лидер странке од када је изабрана за ко-лидера у децембру 2019. (заједно са Норбертом Валтером - Борјансом). Чланица је Бундестага од 2013. године и ИТ специјалиста.

## Рани живот и каријера
Ескен је рођена 28. августа 1961. године у Штутгарту. После незавршених студија књижевности и социологије, 1990. године стекла је стручно диплому из информатике. У овој области радила је до рођења деце.

## Политичка каријера
Ескен је ушла у СПД 1990. године. Била је посланица немачког Бундестага од избора 2013. и представљала је Калв. У парламенту је од тада била члан Одбора за дигиталну агенду. У том својству, она је известилац своје посланичке групе за приватност, ИТ безбедност, дигитално образовање и еУправу.
Од 2013. до 2017. Ескен је био члан Комитета за образовање, истраживање и процену технологије, као и Парламентарног саветодавног одбора за одрживи развој. Након избора 2017. године, придружила се и Одбору за унутрашње послове.
У оквиру своје посланичке групе, Ескен је део радних група за дигитална питања (од 2014) и за заштиту потрошача (од 2018), као и парламентарне левице, удружења левичарских посланика.
У преговорима за формирање коалиционе владе под вођством канцеларке Ангеле Меркел након савезних избора 2017. године, Ескен је био део радне групе за дигиталну политику, коју су предводили Хелге Браун, Дороте Бар и Ларс Клингбеил.
Заједно са Норбертом Валтер-Борјансом, Ескен је објавила своју кандидатуру за изборе за руководство Социјалдемократске партије Немачке 2019. године. У другом кругу у новембру 2019. победили су Ескен и Валтер-Борјанс.

## Остале активности

### Регулаторне агенције
Федерална агенција за мреже за електричну енергију, гас, телекомуникације, пошту и железницу (БНетзА), члан саветодавног одбора (од 2018) 

### Непрофитне организације
- Stiftung Datenschutz, члан Стратешког саветодавног одбора[7]
- Ein Netz für Kinder, члан Управног одбора (од 2014)
- Немачка федерација за животну средину и заштиту природе (БУНД), члан
- Гринпис, члан
- Немачки синдикат уједињених услуга (ver.di), члан
- Федерална агенција за грађанско образовање, заменик члана Управног одбора (2014-2018)

## Политичке позиције
У марту 2019. године Ескен се успротивила Директиви Европске уније о ауторским правима на јединственом дигиталном тржишту и њеном члану 13.
Такође 2019. године, Ескен је више пута позивао на поновне преговоре о коалиционом споразуму из 2018. о питањима као што су владина потрошња и политика климатских промена.

## Контроверзе
Средином 2020. године, канцеларија главног тужиоца Берлина примила је стотине притужби у којима се Ескен оптужује за клевету због употребе термина „ковидиоти“ на Твитеру; Ескен је рекао да су демонстранти на маршу у Берлину претили здрављу других кршећи правила социјалног дистанцирања и игноришући захтеве за ношење маски за лице. Тужиоци су одбацили правне притужбе, тврдећи да је Ескен користила своје уставно право да изрази своје мишљење.